# Ian Andreïevitch Berzine
Pour les articles homonymes, voir Berzine et Bērziņš.
Ian Andreïevitch Berzine (en russe : Ян Андреевич Берзин ; en letton : Jānis Bērziņš), né le 29 novembre 1890 à Riga et décédé le 17 avril 1938 à Lipetsk, est un homme politique et un dirigeant syndical soviétique d'origine lettone. Il fut membre du Présidium du Conseil des syndicats soviétiques. Fondateur et premier directeur du Combinat métallurgique de Novolipetsk de 1931 à 1937, cet agent de l'industrialisation de l'Union soviétique au début des années 1930 fut exécuté en 1938 pendant le Grande Purge.

## Biographie
Né dans une famille ouvrière des faubourgs de Riga, le jeune I.A. Berzine travaille à l'usine comme fraiseur, puis devient contremaître. En 1913, il adhère au Parti ouvrier social-démocrate de Russie (POSDR).
La Première Guerre mondiale oblige le gouvernement à replier les usines de Riga à Saint-Pétersbourg. I.A. Berzine arrive à Saint-Pétersbourg et travaille dans plusieurs usines : Puzyreva, Dyuflon (dont il est renvoyé pour propagande révolutionnaire), Rakovitsk, Gehry, Siemens-Schuckert.
Il participe à la Révolution d’Octobre.
Il devient un des chefs du syndicat ouvrier des Chantiers navals de la Baltique.

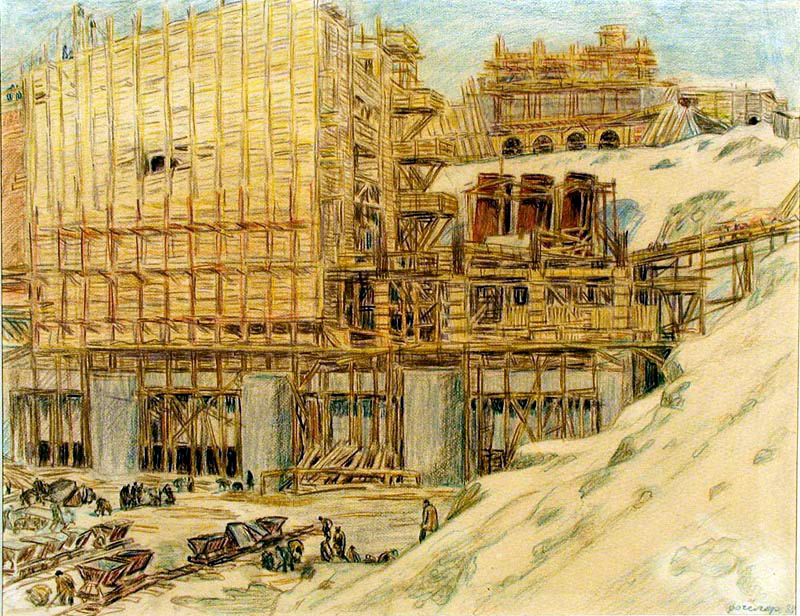
Construction de l'usine électrique de Nivskaïa (Kandalakcha. Noter les équipes remplissant les wagonnets à la pelle et l'absence d'engins de chantier. Crayon de Heinrich Vogeler, 1933-34.

En 1921-23, il est président du conseil des syndicats ouvriers de la région de Nijni Novgorod
En 1929, I.A. Berzine travaille à l'édification du combinat métallurgique de Makieïevka, en RSS d'Ukraine.
En mars 1931, I.A. Berzine est nommé par le Conseil supérieur de l'économie nationale de l'URSS directeur du combinat métallurgique de Novolipetsk qui n’existe encore que sur le papier et doit être bâtie à Lipetsk. Non seulement il fait construire l'usine sur une zone de forêt à défricher, mais il dirige tous les travaux annexes : construction des villages ouvriers autour de l'usine, routes, écoles, hôpital. En novembre 1934, trois ans et demi après le premier coup de pioche, il obtient la première coulée : 64 tonnes de fonte de haute qualité. Le Combinat métallurgique de Novolipetsk (NLMK) est né. En 1941, devant l'avance des troupes du Troisième Reich, il est démonté et replié. Il sera reconstruit en 1947, et deviendra un exemple du travail en continu.
I.A. Berzine est nommé membre du Présidium du Conseil des Syndicats.
En 1935, il est nommé membre du Comité exécutif du Conseil régional, et délégué au Congrès des Soviets de Russie.
I.A. Berzine s’implique aussi dans la vie locale : membre (puis président en 1932) du conseil municipal de Lipetsk, il reçoit à l’usine la visite des fameux explorateurs M. B. Vodopiyanov et Ernest Krenkel, est membre honoraire des pompiers de Lipetsk.

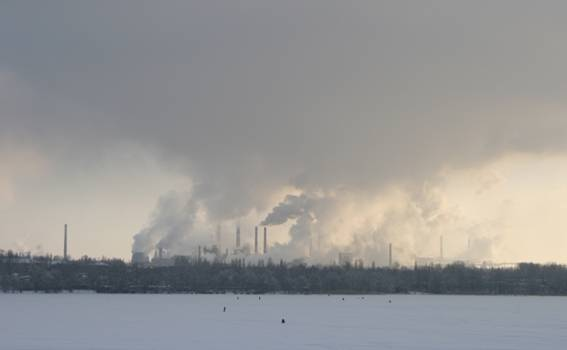
Sur le Voronej, le Combinat métallurgique de Novolipetsk en 2008, 74 ans après sa création par I. A. Berzine. On peut comparer cette vue avec les débuts de la construction en 1931 (voir le § 2, « Photos »).

Le 3 juin 1937, lors d’une célébration festive à l’usine, I.A. Berzine prononce un discours optimiste : il prévoit que l’usine tiendra une place honorable dans l’accomplissement du IIIe plan quinquennal.
Il est arrêté fin octobre 1937, accusé de trotskysme, subversion et sabotage industriel, et exécuté le 14 avril 1938 à l’issue d’une session du collège militaire de la Cour suprême de l'URSS.
Ian Andreïevitch Berzine a été réhabilité en mai 1957 par la Cour suprême de l'URSS. Une rue de Lipetsk porte son nom (sur décision du conseil municipal, en date du 3 février 1984).

## Photos
- portrait de I.A. Berzine :

ru:Файл:Берзин Ян Андреевич.jpg
- le début de la construction du combinat de Novolipetsk en 1931 :

ru:Файл:Old NLMK.gif
- la rue Ian Andreïevitch Berzine à Lipetsk : voir l'illustration de l'article de WP ru "Улица Берзина (Липецк)" ("Rue Berzine (Lipetsk)")

## Sources
- (ru) Cet article est partiellement ou en totalité issu de l’article de Wikipédia en russe intitulé « Берзин, Ян Андреевич (государственный деятель) » (voir la liste des auteurs).
- http://www.steelonthenet.com/kb/history-nlmk.html